# Gary Moore
Robert Wiliam Gary Moore známý jako Gary Moore (4. dubna 1952 Belfast, Severní Irsko – 6. února 2011 Estepona, Španělsko) byl irský bluesrockový kytarista. Jako jedenáctiletý začal hrát na kytaru a v šestnácti se stal členem dublinské kapely Skid Row.
Po odchodu ze skupiny v roce 1973 založil Gary Moore Band a vydal debutové album Grinding Stone. O rok později se stal členem Thin Lizzy a nahrál s nimi album Night Life. Potom se připojil ke skupině Colosseum II a v druhé polovině 70. let s nimi vydal alba Strange New Flesh a Electric Savage.
V roce 1978 se osamostatnil a nahrál album Back on the Streets, na kterém se pěvecky podílel zpěvák, kytarista a baskytarista Phil Lynott z Thin Lizzy. V roce 1979 se titulní skladbou a baladou „Parisienne Walkways“ z tohoto alba poprvé dostal do hitparád.
Po albu Back on the Streets se vrátil do skupiny Thin Lizzy a spolupracoval na Black Rose. Následovalo turné po USA, které ukázalo, že i když hudebně hardrocková skupina dobře ladí s jeho keltsko-irskou melodickou kytarou, její divokost a občasné drogové úlety mu nevyhovují. Když neshody mezi členy skupiny vrcholily, úmyslně se nedostavil na tři koncerty a dostal hodinovou výpověď od manažera skupiny.
Začátkem 80. let založil kapelu G-Force a vydal stejnojmenné album, které nebylo příliš úspěšné. Znovu začal hrát sólově, v roce 1982 nahrál Corridors of Power, následovalo Victims of the Future. V roce 1985 naposledy spolupracoval s Philem Lynottem, a to na protiválečné skladbě „Out in the Fields“ z melodického alba s irskými hudebními motivy Run for Cover.
Začátkem 90. let se vrátil k hudbě, která ho formovala už v dospívání, k bluesrockovému hudebnímu základu. V roce 1990 nahrál bluesové album Still Got the Blues, následovaly After Hours a Blues Alive. Po těchto albech se spojil s muzikanty z někdejšího tria Cream, bubeníkem Gingerem Bakerem a zpívajícím baskytaristou Jackem Brucem. Pod názvem BBM (podle počátečních písmen jejich příjmení) vydali v roce 1994 album Around the Next Dream.
Z roku 1995 pochází sólové album Blues For Greeny, kterým vzdal úctu tehdy těžce nemocnému Peterovi Greenovi, zakladateli a frontmanovi skupiny Fleetwood Mac.
Posledním studiovým počinem je Bad for You Baby z roku 2008.
„Těsně před svou náhlou smrtí připravoval Moore další materiál. Tvrdil, že bude rockový s keltskými vlivy. »Moje bluesová alba byla velmi úspěšná, mohu si proto dovolit ten luxus vrátit se k rockovým kořenům,« řekl tehdy novinářům s tím, že vyrůstal především na hudbě Beatles, rád poslouchá také U2, Rolling Stones nebo Kings of Leon. Svůj záměr však již nestihl dotáhnout do konce...“
Gary Moore zemřel ve spánku 6. února 2011 na dovolené ve Španělsku.

## Diskografie

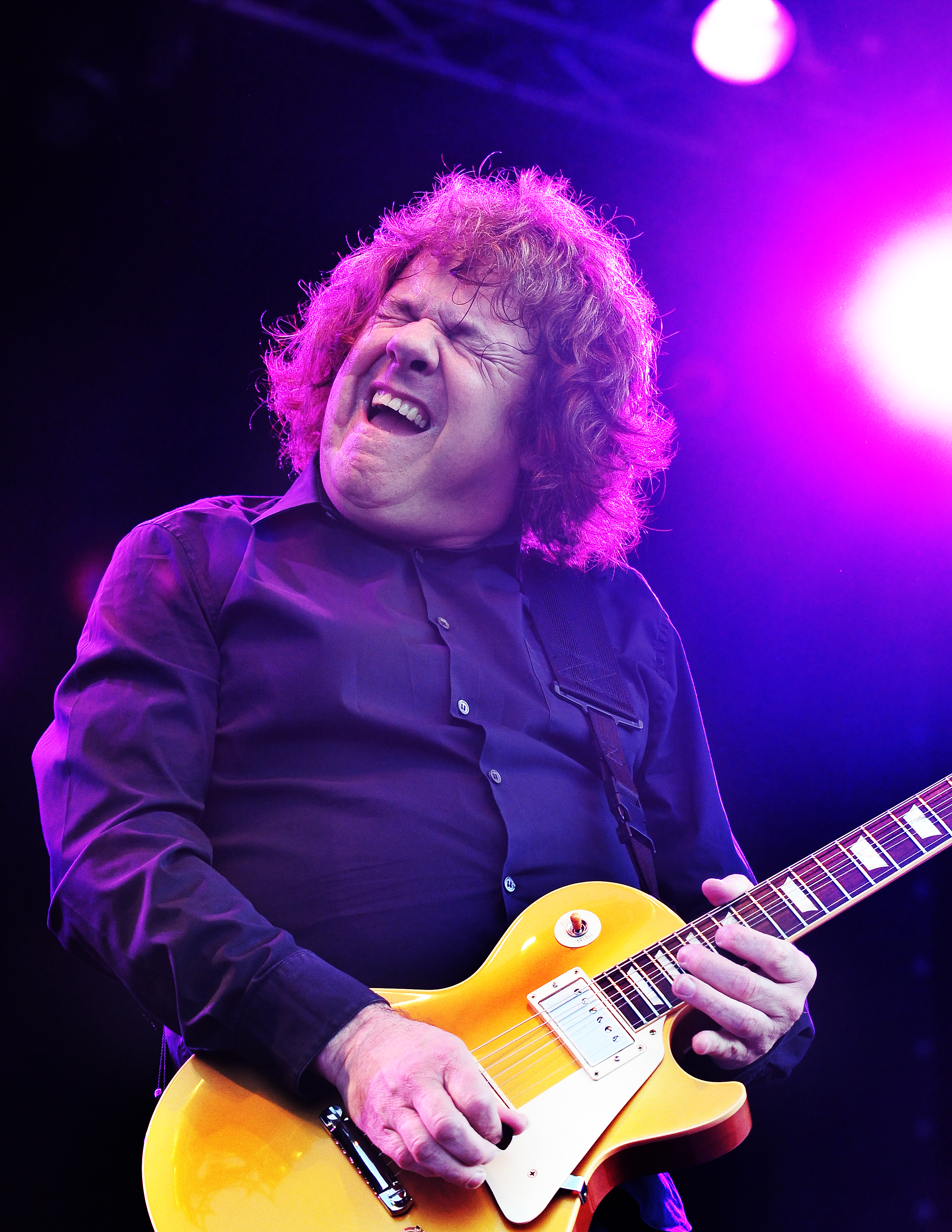
Gary Moore v roce 2008

### Sólová alba
- 1973 – Grinding Stone
- 1978 – Back on the Streets
- 1979 – G-Force
- 1982 – Corridors of Power
- 1983 – Live at the Marquee
- 1983 – Rockin' Every Night - Live in Japan
- 1983 – Victims of the Future
- 1984 – Dirty Fingers (nahráno 1981, v Japonsku uvedeno 1983)
- 1984 – We Want Moore
- 1985 – Run for Cover
- 1987 – Wild Frontier
- 1989 – After the War
- 1990 – Still Got the Blues
- 1992 – After Hours
- 1993 – Blues Alive
- 1994 – Ballads & Blues 1982-1994
- 1995 – Blues For Greeny
- 1997 – Dark Days in Paradise
- 1998 – Out in the Fields - The Very Best of Part 1
- 1999 – Blood of Emeralds - The Very Best of Part 2
- 1999 – A Different Beat
- 2001 – Back to the Blues
- 2002 – Scars
- 2003 – Live at Monsters of Rock
- 2004 – Power of the Blues
- 2006 – Old New Ballads Blues
- 2007 – Close as You Get
- 2008 – Bad for You Baby

### Skid Row
- 1970 – Skid Row
- 1971 – 34 Hours

### Thin Lizzy
- 1974 – Night Life
- 1979 – Black Rose

### Colosseum II
- 1976 – Strange New Flesh
- 1977 – Electric Savage
- 1977 – War Dance

### BBM
- 1994 – Around the Next Dream